# Vắc-xin thương hàn
Vắc-xin thương hàn là loại vắc-xin phòng ngừa sốt thương hàn. Một số loại phổ biến rộng rãi bao gồm: vắc-xin liên hợp thương hàn (TCV), Ty21a (vắc-xin sống qua đường uống) và vắc-xin polysaccharide dạng viên nang (ViPS) (một vắc xin tiểu đơn vị protein dạng tiêm). Vắc xin có hiệu lực khoảng 30 đến 70% trong hai năm đầu tùy vào loại vắc-xin cụ thể. Vắc-xin Vi-rEPA được chứng minh có hiệu quả ở trẻ em.
Tổ chức Y tế Thế giới (WHO) khuyến cáo tiêm phòng cho tất cả trẻ em ở những khu vực bệnh lưu hành. Nếu không nên chủng ngừa cho những đối tượng có nguy cơ cao. Chiến dịch tiêm chủng cũng được đề ra để kiểm soát dịch bệnh. Tùy thuộc vào vắc-xin, liều bổ sung được khuyến cáo 3 đến 7 năm một lần. Tại Hoa Kỳ, vắc-xin chỉ được khuyến cáo ở những người có nguy cơ cao như khách du lịch đến từ vùng bệnh phổ biến.
Vắc-xin hiện tại rất an toàn. Tác dụng phụ nhỏ có thể xảy ra tại chỗ tiêm. Vắc-xin tiêm an toàn trong HIV/AIDS và vắc-xin uống có thể được sử dụng miễn vắng mặt các triệu chứng. Mặc dù chưa được nghiên cứu trong khi mang thai, nhưng vắc-xin không sống được cho là an toàn trong khi vắc-xin sống không được khuyến cáo.
Vắc-xin thương hàn đầu tiên được phát triển vào năm 1896 bởi Almroth Edward Wright, Richard Pfeiffer và Wilhelm Kolle. Due to side-effects newer formulations are currently recommended. Vắc xin thương hàn nằm trong Danh sách các thuốc thiết yếu của WHO, những loại thuốc hiệu quả và an toàn nhất cần thiết trong một hệ thống y tế. Chi phí bán buôn ở các nước đang phát triển là khoảng 4,44 USD/liều tính đến năm 2014. Tại Hoa Kỳ, chi phí từ 25 đến 50 USD.